# Казимировка (Ельский район)
Казимировка (бел. Казіміраўка) — деревня в Засинцевском сельсовете Ельского района Гомельской области Белоруссии.

## География

### Расположение
В 51 км на юго-запад от Ельска, в 33 км от железнодорожной станции Словечно (на линии Калинковичи — Овруч), в 226 км от Гомеля, 1 км от государственной границы с Украиной.

## Гидрография
Река Жалонь (приток реки Словечна).

## Транспортная сеть
Транспортные связи по просёлочной, затем автомобильной дороге Засинцы — Ельск. Застройка компактнаясостоит из 3 коротких улиц. Жилые дома деревянные, усадебного типа.

## История
По письменным источникам известна с XIX века как хутор в Скороднянской волости Мозырского уезда Минской губернии. Согласно переписи 1897 года располагалась водяная мельница.
В 1931 году жители вступили в колхоз. Во время Великой Отечественной войны в июле 1943 года оккупанты сожгли деревню и убили 18 жителей. 13 жителей погибли на фронте. В 1959 году в составе колхоза «1 Мая» (центр — деревня Подгалье).

## Население

### Численность
- 2004 год — 16 хозяйств, 23 жителя.

### Динамика
- 1897 год — 8 дворов, 56 жителей (согласно переписи).
- 1917 год — 105 жителей.
- 1924 год — 30 дворов.
- 1959 год — 117 жителей (согласно переписи).
- 2004 год — 16 хозяйств, 23 жителя.